# Ample ferroviari estàndard

Com es mesura l'ample ferroviari

L'ample ferroviari estàndard és aquell ample ferroviari (distància entre els costats interiors de dos rails paral·lels) que fa 1.435 mm. Aquest ample és conegut com a estàndard, internacional o normal perquè fou l'ample que s'adoptà en el primer ferrocarril que es construí. També és conegut com a ample "UIC", que són les sigles de la Unió Internacional de Ferrocarrils en francès (Union Internationale des Chemins de fer).

## L'ample estàndard al món

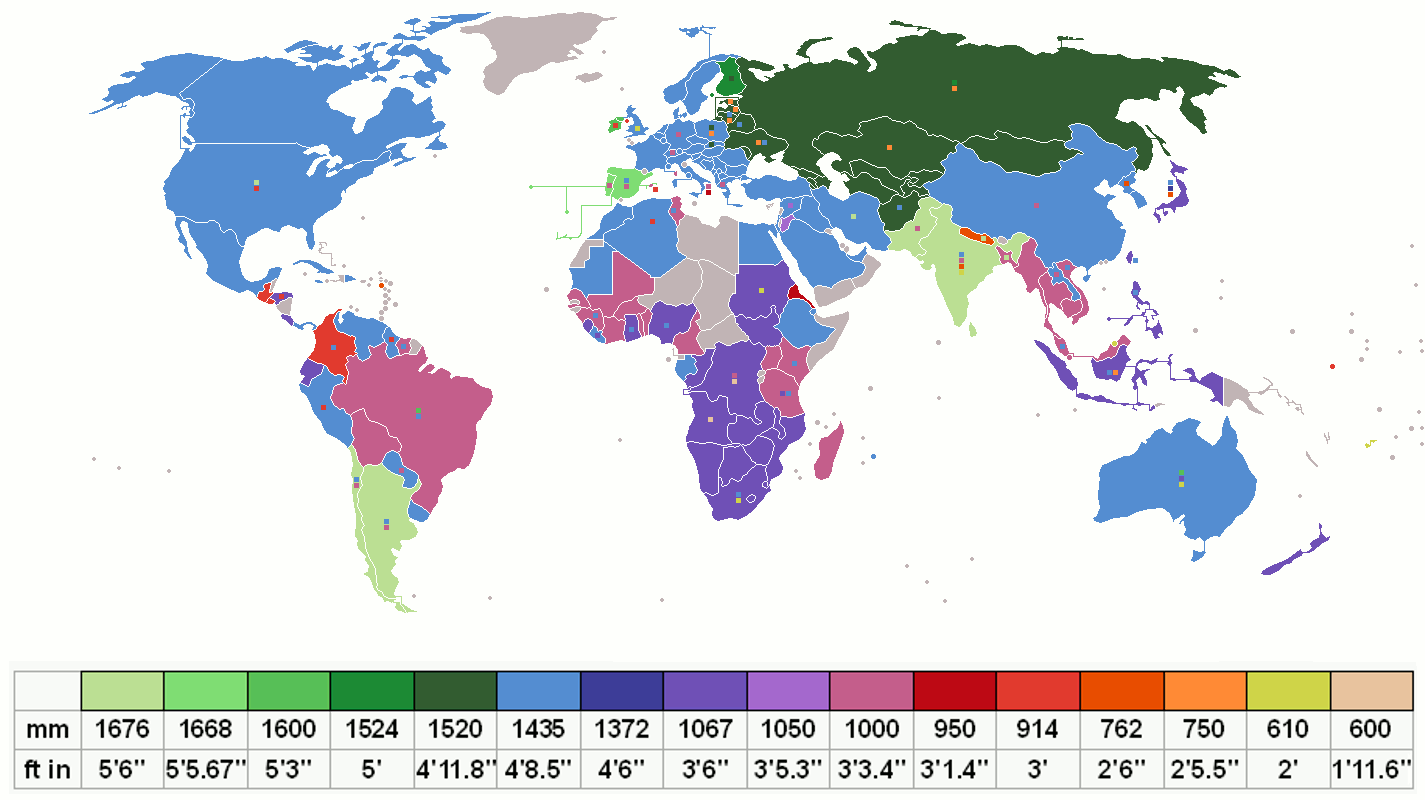
Dominància d'amplada a cada país.

Aquest ample és el més utilitzat al món, un 60% dels ferrocarrils l'utilitzen. Tota la xarxa de nord Amèrica (Canadà, Estats Units i Mèxic), la Xina, i les dues Corees, entre d'altres, utilitzen l'ample ferroviari estàndard. A Europa (menys Espanya i Portugal), Austràlia i alguns països del nord d'Àfrica i de sud Amèrica utilitzen principalment l'estàndard tot i que algunes línies concretes han utilitzat un ample diferent, sobretot en metros, tramvies o trens turístics.
Els països de l'Est d'Europa i del nord d'Àsia, entre ells Rússia i aquells influenciats per aquest país varen optar per construir ferrocarrils amb amples superiors, igual que els països del sud d'Àfrica.
Hi ha una llegenda que intenta explicar perquè el primer ferrocarril que es construí, a Gran Bretanya, fou de 1.435 mm. La llegenda diu que els primers vagons utilitzats eren carretons de cavalls modificats. La grandària dels carretons depenia de dos factors: de l'amplada dels camins i de l'amplada que ocupaven dos cavalls paral·lels. L'amplada dels camins, antigues calçades romanes, tenien l'amplada perquè hi poguessin circular un carretó tirat per dos cavalls. Els cavalls ocupaven 1.435 mm i, per tant, la distància que hi havia entre les rodes dels carretons era de 1.435 mm. Alguns estudis han desacreditat aquesta llegenda o teoria, ja que els carros dels cavalls no tenien un ample estàndard.

### Espanya
El cas de la xarxa espanyola és bastant anòmala, ja que com Portugal i l'illa d'Irlanda, va optar per un ample diferent més ample que l'estàndard i major que el rus. L'illa d'Irlanda (Irlanda i Irlanda del Nord, aquesta última part del Regne Unit) van optar per un ample ferroviari concret però no tenen cap connexió amb altres països per tant no tenen problemes d'incompatibilitat de xarxes ferroviàries. Portugal tan sols té connexió amb Espanya.
A Espanya es va decidir utilitzar un ample diferent, l'anomenat ample ferroviari ibèric de 1.668 mm. Decisió que ha provocat que, ferroviàriament, es trobés incomunicada amb França i, per tant, amb Europa. Els Talgo van solucionar en part el problema de la incompatibilitat, ja que poden canviar l'ample de les seves rodes i poden circular per ambdós amples. Actualment a Espanya estan coexistint diferents amples: 11.823 km d'ample ibèric i 1.233 km d'ample estàndard. La majoria dels 1.233 km d'ample estàndard són de nova construcció amb l'arribada de l'alta velocitat a Espanya: AVE. Però la xarxa d'Alta Velocitat Espanyola està en plena expansió.
Per la nova xarxa d'alta velocitat es va decidir construir-la en ample estàndard per permetre la connexió amb Europa. Una de les primeres línies que s'havia de construir era la LAV Madrid - Barcelona - Frontera Francesa (que arribà a Barcelona el 2008). Finalment la primera línia d'alta velocitat que es va construir va ser la LAV Madrid-Sevilla perquè pogués estar a punt per l'Exposició Universal que havia de tenir lloc el 1992 a Sevilla.
Durant el transcurs dels anys s'han fet diferents estudis sobre la viabilitat de canviar l'ample de l'actual xarxa ferroviària espanyola i adaptar-lo a l'ample estàndard. El 24 de setembre de 2005 el Ministeri de Foment espanyol va adjudicar la redacció d'un estudi per definir les estratègies de futur relatives a l'ample de via de la xarxa ferroviària espanyola. Estudi que havia de definir una estratègia precisa de canvi d'ample de via a la xarxa convencional, coherent amb l'objectiu de desenvolupament de interoperabilitat europea.